# Ante Sanader
Ante Sanader (* 17. Mai 1960 in Dugobabe) ist ein kroatischer Politiker (HDZ) und Feuerwehrfunktionär.
Er war von 2005 bis 2013 Gespan der Gespanschaft Split-Dalmatien und auch Bürgermeister der Stadt Kaštela.
Seit 1977 ist er Mitglied der Freiwilligen Feuerwehr. Er ist Präsident des Kroatischen Feuerwehrverbandes (HVZ) und Vizepräsident des Weltfeuerwehrverbandes (CTIF).